# Сталь (Дніпропетровськ, 1936)
Сталь — радянський і український футбольний клуб з міста Дніпро.
Бронзовий призер весняної першості України 1936 року. 
У другій нижчій лізі чемпіонату СРСР посів 2 місце восени 1936 року. У кубку СРСР зазнав поразки в 1/16 фіналу в 1936 і 1937 роках.

## «Сталь» і «Дніпро»
У 1936 році в Дніпропетровську крім команди «Сталь» трубопрокатного заводу імені Леніна був і інший клуб «Сталь» заводу імені Петровського — майбутній «Дніпро», якому часто приписують і сезони їх одноклубників. Однак на сайті Дніпра чітко сказано:
| Ліві лапки | ...а в группе «Г» приняла участие «Сталь». На этом названии хотелось бы остановиться подробнее, дабы в дальнейшем не возникало путаницы. «Сталь», участвовавшая в премьерных чемпионатах СССР 1936 года (весеннем и осеннем), представляла трубопрокатный завод имени Ленина. А предшественник «Днепра» взял старт в союзных чемпионатах в 1937 году. | Праві лапки |